# Renren
Renren (Chinesisch: 人人网; Pinyin: Rénrénwǎng, ‚Netzwerk für alle‘) ist eine chinesische Social Networking Site. Renren ist nur in China aktiv und profitiert von der Sperrung Facebooks durch die chinesischen Behörden. Es hat Schätzungen zufolge im Februar 2011 rund 160 Millionen Mitglieder und rivalisiert mit den chinesischen Internetunternehmen Baidu und Tencent im chinesischen Internet-Werbemarkt.

## Geschichte
Das Unternehmen geht auf das im Dezember 2005 von Wang Xing (王兴), Wang Huiwen (王慧文), Lai Binqiang (赖斌强) und Tang Yang (唐阳) gegründete Xiaonei (校内网, xiàonèiwǎng = Campus-Netzwerk) zurück.
Im Oktober 2006 wurde Xiaonei.com vom chinesischen Internet-Consortium Oak Pacific Interactive (OPI) gekauft, das ein ähnliches Netzwerk mit dem Namen 5Q betrieb. Xiaonei wurde zum beliebtesten SMS-Dienst für chinesische Studenten und betrieb einen Dienst mit dem chinesischen Namen Renrenzhuomian (人人桌面, Rénrén zhuōmiàn = Desktop für alle), der beliebter ist als der Facebook-Chat.
Im August 2009 änderte Xiaonei seinen Namen zur heutigen Bezeichnung.
Heute gehört das Unternehmen mehrheitlich zur chinesischen Internetgruppe Oak Pacific Interactive. Am 4. Mai 2011 erfolgte der Börsengang an der New York Stock Exchange; dabei erlöste das Unternehmen 743 Millionen US-Dollar.